# Fra Diavolo
A Fra Diavolo, avagy A terracinai vendégfogadó (Fra Diavolo, ou L'hôtellerie de Terracine) [fra diˈaːvolo...] Daniel Auber francia zeneszerző 1830. január 28-án Párizsban bemutatott opéra comique-ja. A 19. századi francia vígoperák egyik legismertebb darabja.

## Az opera szövege
A librettó alakja egy korábban már számtalanszor feldolgozott történet egy, a valóságban is létezett olasz bandavezérről. Fra Diavolo Robin Hood figurává alakult a színpadokon: a gazdagokat fosztogatja, a zsákmányt pedig a szegények között osztja szét, ezzel a igazságot akarja helyre állítani. Eugène Scribe könnyű és gyors kézzel dolgozott. Munka közben számos korábbi műre támaszkodhatott. La Caverna címen két szerző is operát írt már a témából: Le Suer és Méhul. Mindkét zeneszerző Alain René Gil Bas című művéből merítettek, de a mintaképek között van Cuvellier és Franconi Fra Diavolo-ja is. A cselekmény végeredményben nem sikeredett túlságosan igényesre. Ehhez igazodik a könnyed hangvételű zene is.

## A darab zenéje és története
A szerző megjelölése szerint műve opéra comique, de a cselekmény és a zene is inkább a Rossini-féle lírai operát idézik. Auber vidám és komikus elemeket egyaránt bele komponált a zenébe, indulóritmusaival a forradalmi hangvételt idézte meg. A 15 zenés számot hol recitativók, hol meg prózai dialógusok kötik össze. Alapjában véve a couplet és a tánc világából indul ki, parodizáló részletei a legsikerültebbek. Zerlina, Lorenzo, a lovagias bandita zeneileg kitűnően jellemzett alakok. Az együttesek ügyesen kivitelezettek, nem egyszer szellemesen gunyorosak.

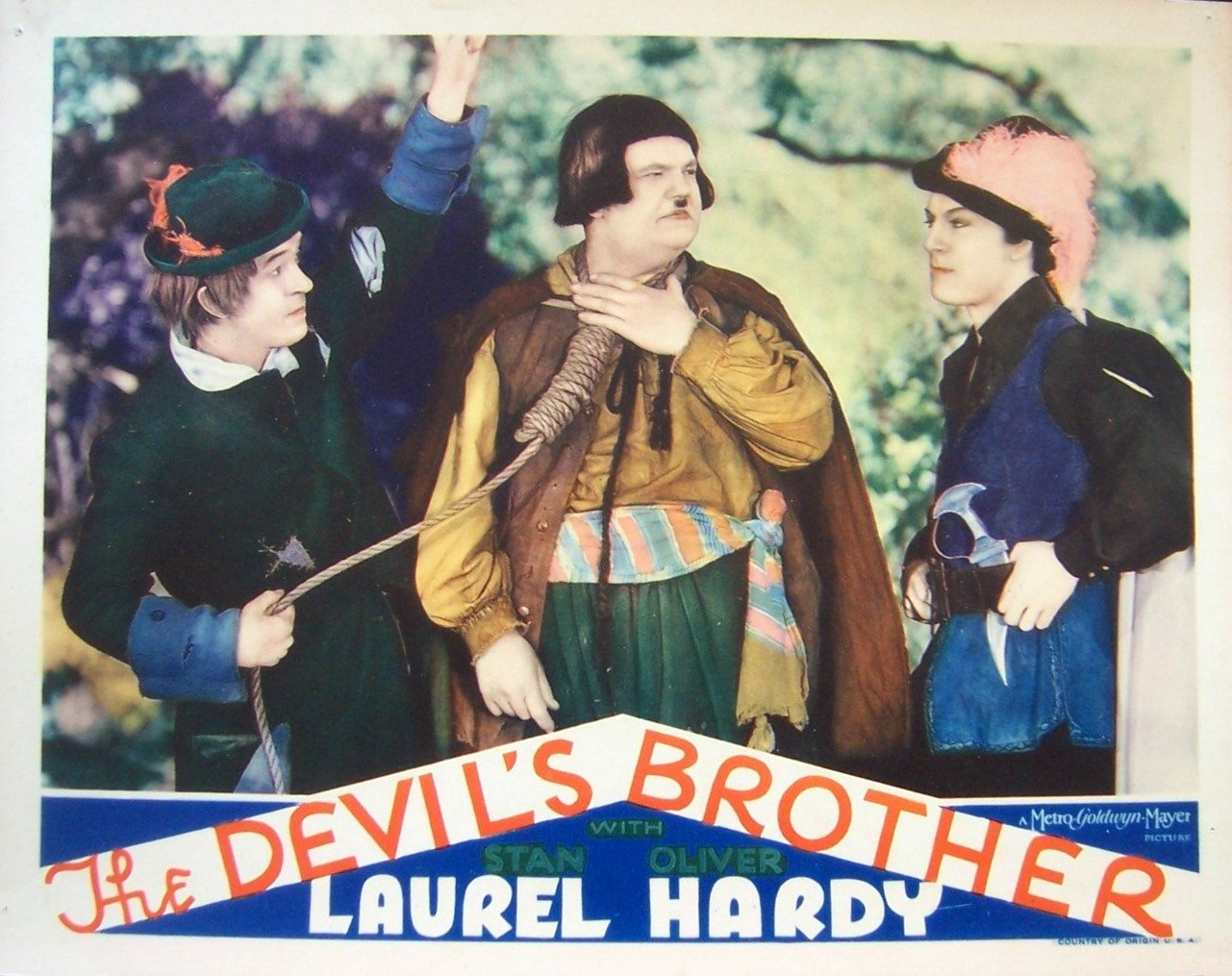
A filmváltozat kirakatfotója

Az opera a 19. század egyik legtöbbet játszott siker darabja lett. A különböző előadások során különböző záró verziók jelentek meg. Az általános verzió szerint Fra Diavolo, mikor felismeri, hogy csapdába került menekülni akar, de a dragonyosok lelövik. A Budapesten játszott verzióban azonban még idejében rájön, hogy tőrbe akarják csalni és elmenekül. A műről számtalan paródia született.
A darab magyarországi ősbemutatója 1838. szeptember 13-án volt. A 19. században három felújítást is megért (1855, 1864, 1880). A 20. században az operaház 1909-ben, 1922-ben, majd 1959-ben újította fel. Azóta nem szerepelt a repertoárban. Ez a szerző egyetlen operája, amit a 20. században is többször felújított a budapesti opera.
1933-ban a Stan és Pan párosra alapozva, The Devil's Brother címmel (Magyarországon Stan és Pan, a fenegyerekek), Hal Roach és Charles Rogers rendezésében film készült az operából.

## Az opera szereplői és helyszínei
Szereplők:

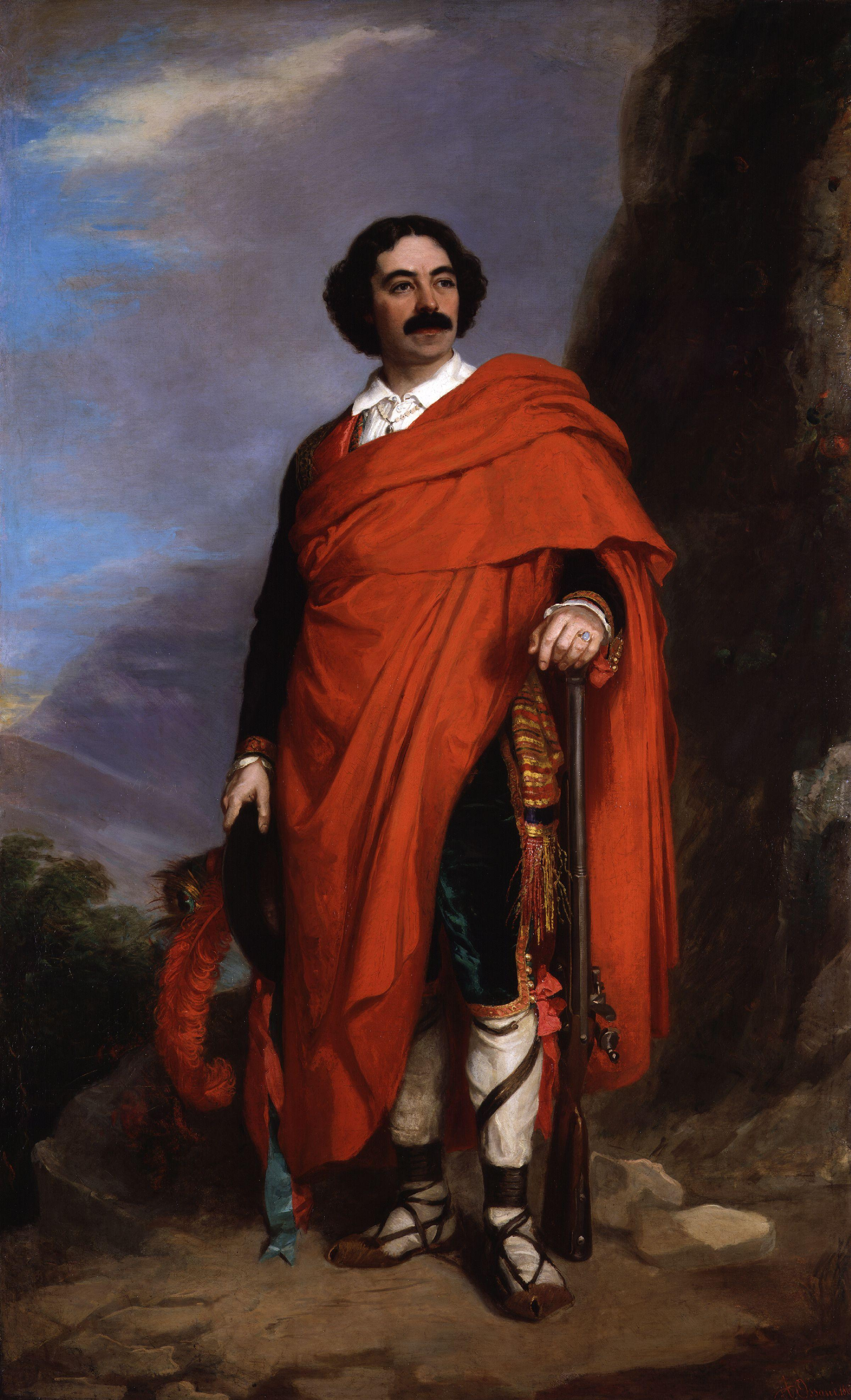
Az angol tenor John Sims Reeves Fra Diavolo szerepében

- Fra Diavolo, San Marco álnevet használó rablóvezér (tenor)
- Kookburn lord, angol utazó (bariton vagy buffo basszus)
- Pamella, a felesége (lírai alt vagy mezzoszoprán)
- Lorenzo, római dragonyos (tenor)
- Matteo, fogadós (buffo basszus)
- Zerlina, a lány (koloratúrszoprán)
- Giacomo és Beppo, banditák (buffo basszus és buffo tenor)
- Egy katona (tenor)
- Francesca, Zerlina vőlegénye (néma szerep)
- Kórus: római dragonyosok, parasztok, szolgák,

Helyszínek:
- Történik: egy kis faluban Terracina közelében 1830 táján
- Színhelyek: I. felvonás: egy fogadó előtt, II. felvonás: Zerlina szobája és a fogadó folyosója, III. felvonás: a falu közelében lévő kápolna.

## Az opera cselekménye

### I. felvonás
Matteo kocsmájában iszogatnak a Fra Diavolo elfogására küldött dragonyosok. Lorenzo a dragonyosok tisztje azonban mással van elfoglalva: reménytelen szerelmet táplál Zerlina iránt. A lány apja azonban már kiszemelt egy dús gazdag vőlegényt lánya számára. Zerlina ott sürög-forog az asztalok között, kiszolgálja a vendégeket és közben vigasztalni próbálja csüggedt szerelemét.
Ekkor érkezik meg lord Kookburn és felesége. Elmondják, hogy az úton banditák támadtak rájuk és fosztották ki őket. Pamela közben alaposan szemügyre veszi az olasz katonákat. Férje mindeközben fáradtságáról panaszkodik és az egész kényelmetlen utazásért a feleségét hibáztatja. Erre a feleség azt feleli, hogy az egész út a lord fejéből kipattant hóbort volt. A lord erre alaposan beolvas feleségének: ironikus hangvételű áriájában meséli el, a lady hogy kacérkodta végig egész Itáliát. Egy bizonyos nemes ifjúról énekel a legtöbbet. Közben egy utas érkezik, a bejelentés szerint márki. A házaspár pedig egyből ráismer: ez az ő emberük, akiről a lord az imént dalolt. A márki tettetve a meglepetést örül a találkozásnak, a lord bosszankodik.
Közben Matteo közli, hogy lánya vőlegényéhez utazik és amíg távol van feladatait a lányára bízza. A társaság Fra Diavolo-ról kezd el beszélgetni. A márki nem hisz az egészben, Zerlina románcot énekel a rablóvezérről. Közben megérkezik a márki két cimborája, akik majdnem lebuktatják vezérüket (merthogy a márki nem más, mint a cím szereplő álruhában), beszámolnak a rablás eredményeiről. Sajnos a lord vagyonának a legjavát nem sikerült megszerezniük, de majd legközelebb több szerencséjük lesz. A bajtársak eltűnnek és a márki udvarolni kezd Pamelának. A férj a legrosszabb percben szakítja félbe a dolgot, de lady és széptevője ügyesen kivágják magukat: a márki csak egy ártatlan dalocskát tanított Pamelának.
A házaspár távozik, a dragonyosok pedig visszatérnek és jelentik: sikerült a rajta ütniük a rabló bandán és visszaszerezték a lord kincseinek java részét. A banditák közül sokan elmenekültek, de többen szembe is szálltak velük. Az ellenállók mind egy szálig ott hagyták a fogukat. Lorenzo visszaadja a lordnak eltulajdonított javait, aki ígéretéhez híven tízezer lírát ad a becsületes megtalálónak. A tízezer lírát a dragonyos tiszt Zerlinának adja. Végre minden akadály elgördült szerelmük beteljesedése elől: Lorenzo immár nem szegény katona, hanem vagyonos kérő, akit mellesleg Matteo lánya is elfogad. Látványos finálé jelenet zárja a felvonást.

### II. felvonás
Zerlina szobájában lefekvéshez készülődik, de a vendégek igényeit ki kell szolgálni, így addig nem bújhat ágyba, amíg mindegyik nyugovóra nem tért. Fra Diavolo kiszedte a ladyből, hogy férjével ruháikban bevarrva tartják legnagyobb értékeiket. Az információ birtokában a rablóvezér máris éjszakai kalandra készül.
Zerlina közben vetkőzni kezd. Megjelenik a két jó madár, Beppo és Giacomo is és meglesik a vetkőző lányt. A rablók elindulnak az angol házaspár szobája felé, de a tett csak akkor sikerülhet, ha be tudják magukat biztosítani Zerlina felől. A lányt nem szabad felébreszteni. Végül arra a következtetésre jutnak, hogy csak az hallgat biztosan, aki halott. Elhatározzák hát, hogy megölik a lányt. Beppo éppen készül leszúrni Zerlinát, amikor kopogtatás hallatszik. A lány felriad.
A dragonyosok a legjobb pillanatban érkeztek, a rablók csapdába esnek. Fra Diavolo azonban kimagyarázza magát: neki az egész betöréshez semmi köze. A ladyvel volt találkozója, de ez a nagy csatazaj bizonyára elriasztotta Pamelát. Lorenzo előtt pedig azt mondja: Zerlinával volt randevúja. Ezzel együtt lovagias elégtételt is felkínál. Mindez persze a rablóvezért cselének a része. A párbaj a fogadótól távol egy erdei tisztáson lesz. Lorenzót csak a segédei fogják kísérni, még a Fra Diavolo-t egész bandája.

### III. felvonás
A felvonás elején Fra Diavolo leveti álruháját, majd kedélyes népünnepély szemtanúi lehetünk: a falusiak pünkösd vasárnapját ünnepelik. Beppo és Giacomo egy fa odvába rejtve találja meg vezérük utasításait: el kell vegyülniük a tömegben s mikor már mindenkinek kellőképpen a fejébe szállt a bor, jelt kell adniuk. Fra Diavolo színre lép mad bandájával és elrabolja a lordot és a feleségét. Lakodalmi menet közeledik, az élén a kocsmárossal. Ekkor Giacomo és Beppo jelt a vezérnek. Frao Diavolo meg is jelenik és szembetalálja magát a kesergő Lorenzoval, akinek semmi kedve sem volt a mulatozáshoz. A dragonyos tiszt lelövi a rablóvezért.
Minden jóra fordul: Pamela rájön, hogy udvarlója ki is volt valójában és szerelme nem volt őszinte. Matteo ráeszmél, hogy lánya mást szeret, nem azt, akit ő kiszemelt neki és nincs joga hozzá, hogy szétválassza a szerelmeseket. Lorenzo rájön, hogy Zerlina nem volt hűtlen hozzá. Megjegyzés: mint már említettem olykor a rendezők megváltoztatják a darab végét és Fra Diavolo még idejében elmenekül.

## Az opera népszerű részletei
- "Voyez sur cette roche"- Zerlina I. felvonásbeli románca.
- "Pour toujours, toujours, disait-elle"- Lorenzo III. felvonásbeli románca

## Diszkográfia
- Nicolai Gedda (Fra Diavolo), Remy Corazza (Lord Cockburn), Jane Berbié (Lady Pamela), Jules Bastin (Mathéo), Mady Mesplé (Zerline) stb.; Jean Laforge Énekegyüttese, Monte-carlói Filharmonikus Zenekar, vez.: Marc Soustrot (1983) EMI France 5 75251 2